# Susanne Rappmann
Marie Susanne Rappmann, född Norrhall den 2 februari 1965 i Norra Vram i Skåne, är en svensk präst och biskop i Göteborgs stift. Hon biskopsvigdes den 4 mars 2018 och blev då stiftets första kvinnliga biskop.

## Prästgärning
Susanne Rappmann prästvigdes i Göteborgs domkyrka den 12 januari 1992 av biskop Lars Eckerdal. Detta var första gången sedan Svenska kyrkan möjliggjorde för prästvigning av kvinnor 1957 som kvinnliga prästkandidater vigdes i Göteborgs stift.
I samband med prästvigningen genomförde hon sin tvååriga pastorsadjunktstjänst i Partille församling. Mot slutet av adjunktsåren övergick hon till Annedals församling, där hon tillträdde en tjänst som komminister 1994–1999.
Hon var kontraktsadjunkt i stiftet 2000–2006, samtidigt som hon genomförde sina forskarstudier. Hösten 2007 tillträdde hon som komminister i Stensjöns församling, en tjänst som hon innehade fram till och med 2010.
Sedan 2010 har Rappman haft olika former av ledningsuppdrag i stiftet, först som kyrkoherde i Värö-Stråvalla pastorat hösten 2010–hösten 2013. I samband med omorganisation av församlingarna i Göteborgsområdet var hon åren 2013–2018 först förändringsledare i tre månader, innan hon tillträdde som kyrkoherde i det nybildade Mölndals pastorat vid årsskiftet 2014–2018. Parallellt med kyrkoherdeuppdraget utsågs hon även till kontraktsprost i Mölndals kontrakt med början 2015.

## Biskop

### Val och tillträde
I oktober 2017 anordnades biskopsval i Göteborgs stift. Rappman var en av sju kandidater som deltog i den första valomgången, där hon fick 36,9 procent av rösterna och gick vidare till den andra valomgången. I den andra valomgången ställdes hon mot Erik Johansson, där hon vann valet med 68,8 procent av rösterna.
Susanne Rappman vigdes till biskop i Uppsala domkyrka av ärkebiskop Antje Jackelén den 4 mars 2018. Hon blev då Göteborgs stifts 24:e biskop, och den första kvinnan i det ämbetet. Den 10 mars mottogs hon i Göteborgs domkyrka vid en gudstjänst som leddes av dåvarande domprosten Karin Burstrand.

### Kontroverser kring Rappmann som kvinnlig biskop
Göteborgs stift har en bakgrund av starkt motstånd mot kvinnliga präster. Tre månader efter Rappmanns tillträde skrev prästen och teologen Rune Imberg till stiftet att Rappmann "aldrig kan bli andlig ledare och biskop för oss präster som företräder den klassiska ämbetssynen" eftersom hon är kvinna. Rappmann avskrev frågan, men hösten 2018 inledde domkapitlet ett tillsynsärende.
Parallellt hade prästen Bengt Ådahl i oktober 2018 valts till biskop i Missionsprovinsen. Missionsprovinsen ser sig som ett fritt stift inom Svenska kyrkan, eller som ett motstift, och erkänner inte kvinnliga präster. Enligt Svenska kyrkans syn är det dock ett fristående samfund, och det är inte möjligt att samtidigt vara präst inom Svenska kyrkan och biskop inom en annan kyrka.
I januari 2019 beslutade domkapitlet att frånta Rune Imberg, genom så kallad avkragning, rätten att utöva kyrkans vigningstjänst,  I juni samma år beslutade domkapitlet även att avkraga Bengt Ådahl, efter att han vigts till biskop i Missionsprovinsen tidigare samma vår. Både Imberg och Ådahl överklagade besluten till Överklagandenämnden för Svenska kyrkan.
I oktober 2019 upphävde nämnden domkapitlets beslut om Imberg, med hänvisning till att hans åsikter inte kan jämställas med att handla illojalt mot Svenska kyrkans ordning eller att ställa sig utanför biskopens tillsyn. Däremot avslog nämnden Ådahls överklagande i januari 2020.

## Akademisk karriär
Rappmann doktorerade vid Karlstads universitet, och hon hade samtidigt flera tidsbegränsade anställningar som universitetsadjunkt i religionsvetenskap. Hon disputerade i september 2005 på avhandlingen Kristi kropp som kritisk metafor : teologisk reflektion kring funktionshinder.
Efter avlagd doktorsexamen fortsatte hon att undervisa på deltid, först som universitetslektor vid Karlstads universitetet och därefter vid Bräcke diakoni.